# Italo De Zan
Italo De Zan (San Fior, 1 de julho de 1925 — Treviso, 9 de março de 2020) foi um ciclista italiano.

## Biografia
Em 1948, venceu o estágio 10 do Giro d'Italia. Morreu vítima de COVID-19 em Treviso em 9 de março de 2020.